# Meconopsis
Meconopsis là một chi thực vật có hoa trong họ Anh túc. Nó được mô tả lần đầu tiên bởi nhà thực vật học người Pháp Viguier năm 1814 . Các loài có hoa rất lôi cuốn và có hai dãy riêng biệt. Một loài duy nhất, meconopsis cambrica (Welsh thuốc phiện), là cây bản địa ở Anh, xứ Wales, Ireland và rìa Tây Âu, mặc dù các nghiên cứu gần đây cho thấy nó không thuộc vào chi này. 40 loại khác hoặc hơn (tùy thuộc về phân loại) được tìm thấy ở dãy núi Himalaya. Trong các loại Himalaya có nhiều tranh luận về những gì cấu thành một loài đặc biệt khi nhiều loài đã cấy với nhau và tạo ra hạt giống mới có thể tồn tại. Có thể là một số loài có tên riêng nhưng trong thực tế, cùng một loài duy nhất.

## Meconopsis grandis
Grandis Meconopsis, là quốc hoa của Bhutan. Anh túc xanh không sản xuất ra thuốc phiện. Vào cuối mùa xuân năm 1922, một đoàn thám hiểm Himalaya người Anh, dẫn đầu bởi nhà leo núi huyền thoại George Leigh Mallory, phát hiện ra cây này khi họ thất bại không leo được lên đến đỉnh của ngọn núi Everest lúc đó vẫn chưa ai chinh phục được. Những bông hoa được giới thiệu mang lại nhiều hứng thú tại cuộc triển lãm mùa xuân của Hội Hoàng gia Vườn tược năm 1926. Tuy nhiên, vì chúng rất khó phát triển, loài này đã trở thành huyền thoại trong nhiều thập kỷ. Trong năm 2009, nhà làm vườn và tác giả Bill Terry xuất bản "cuốn hồi ký làm vườn" của mình, Blue Heaven, về cây này.

## chú thích
1. ↑  In: Histoire naturelle, médicale et économique des pavots et argémones, Montpellier, 1814
2. ↑  Kadereit, Joachim W.; Preston, Chris D. & Valtueña, Francisco J. (2011), "Is Welsh Poppy, Meconopsis cambrica (L.) Vig. (Papaveraceae), truly a Meconopsis?", New Journal of Botany, 1 (2): 80–87, doi:10.1179/204234811X13194453002742